# Lotnictwo strategiczne

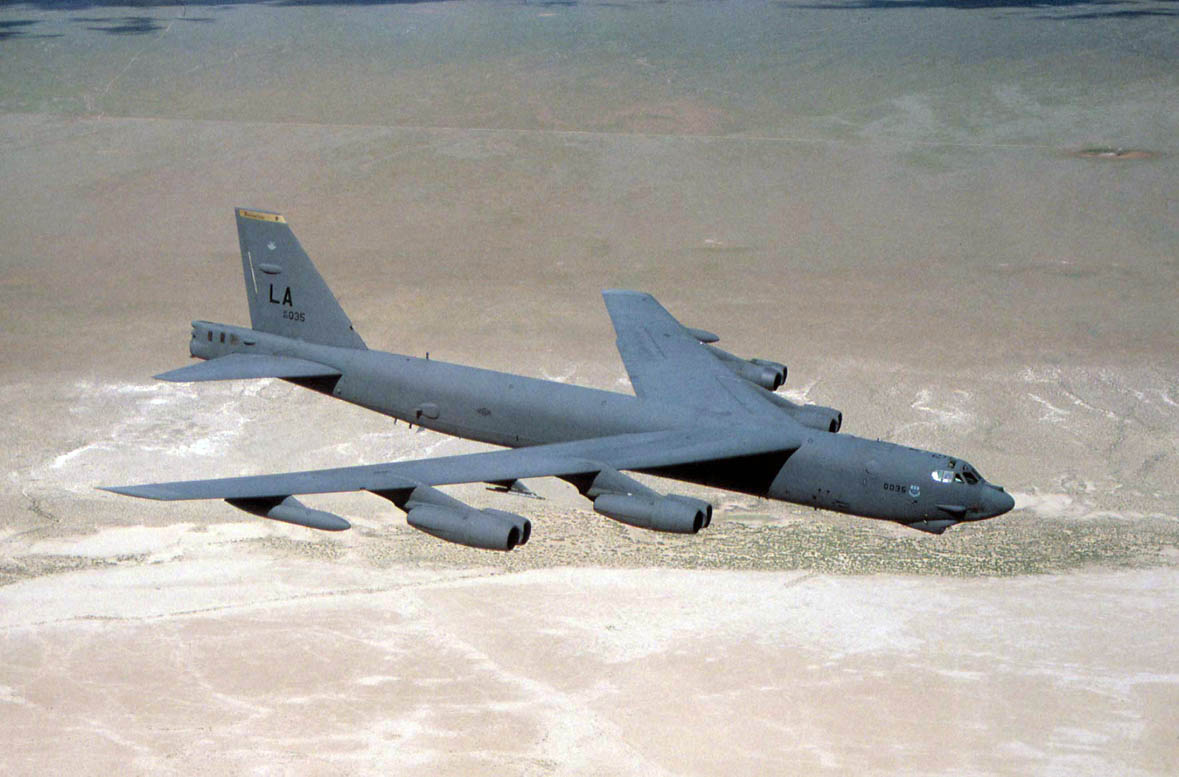
B-52 – bombowiec strategiczny

Lotnictwo strategiczne (lotnictwo dalekiego zasięgu) – cześć lotnictwa wojskowego przeznaczona do samodzielnego działania na dalekim zapleczu przeciwnika i niszczenia jego potencjału militarnego, ekonomicznego i ośrodków polityczno-administracyjnych. Niekiedy może być użyte do zwalczania obiektów o znaczeniu operacyjno-taktycznym.

## Charakterystyka
Lotnictwo strategiczne wyposażone jest w ciężkie i średnie samoloty bombowe, dostosowane także do przewozu bomb jądrowych i pocisków rakietowych klasy powietrze-ziemia. W jego składzie  znajdują się też samoloty rozpoznania strategicznego typu AWACS, transportowe i powietrzne tankowce. Bombowe samoloty strategiczne są z reguły wielosilnikowymi samolotami odrzutowymi, dostosowanymi do lotów na dużych wysokościach. Samoloty rozpoznania strategicznego są wyposażone w zespół aparatów fotograficznych i kamer telewizyjnych, w urządzenia rozpoznania radioelektronicznego i rozpoznawcze urządzenia radiolokacyjne. Tankowce to zwykle zmodyfikowane ciężkie samoloty bombowe lub transportowe.